# BiBiCi Story
BiBiCi Story és un curtmetratge de cinema experimental dirigit en un sol dia per Carles Duran. El film es va rodar en 16 mm a casa del director una jornada de desembre de 1969. Duran va formar part del moviment conegut com l'Escola de Barcelona. BiBiCi Story forma part de la llista dels bàsics de cinema català.

## Argument
El film està dividit en “8 lliçons” que simbolitzen diferents fets: repressió política, llibertat sexual, Vietnam, repressió ideològica. El film culmina amb un tancament cinèfil dedicat a Orson Welles.

## Comentaris

### Precedents
L'any 1967 Carles Duran finalitzà el rodatge de Cada vez que.... Aquest film va ser censurat fins a tres vegades pels organismes del règim Franquista. Per deslliurar-se dels mals de cap ocasionats per aquest procés burocràtic Duran va voler realitzar BiBiCi Story.

### Repartiment
El repartiment d'aquest film de Carles Duran destaca per incorporar un conjunt d'integrants de l'Escola de Barcelona. Sobresurten noms com els de Vicente Aranda, Emma Cohen, Pere Portabella, Romà Gubern o Ricardo Bofill, entre d'altres.

### Difusió
La difusió de BiBiCi Story va ser estrictament clandestina, ja que el rodatge s'havia fet al marge de les autoritats cinematogràfiques del règim.